# Lepidochrysops swartbergensis
Lepidochrysops swartbergensis är en fjärilsart som beskrevs av Swanepoel 1969. Lepidochrysops swartbergensis ingår i släktet Lepidochrysops och familjen juvelvingar. Inga underarter finns listade i Catalogue of Life.